# Le Déshonneur d'Elisabeth Campbell
Pour plus de détails, voir Fiche technique et Distribution.
Le Déshonneur d'Elisabeth Campbell ou La Fille du général au Québec (The General's Daughter) est un film américain réalisé par Simon West et sorti en 1999. Il s'agit d'une adaptation du roman Le déshonneur d'Ann Campbell de Nelson DeMille.

## Synopsis
Paul Brenner est enquêteur à la CID, une division menant des enquêtes criminelles au sein de l'US Army. Il est appelé en urgence pour élucider le meurtre du capitaine Elisabeth Campbell, dont le corps a été retrouvé sur un site d'entraînement du fort Mac-Callum en Géorgie. Paul retrouve sur place Sarah Sunhill, avec laquelle il a eu une liaison quelques années plus tôt. La victime est la fille du général Joseph Campbell, un héros national promis à un bel avenir politique en tant que potentiel vice-président. Elisabeth, que Paul avait croisée peu de temps avant, a apparemment été étranglée et violée. Plongeant dans la vie sexuelle tumultueuse et dans le passé tragique de la victime, Paul Brenner et Sarah Sunhill se heurtent à tous ceux, et ils sont nombreux, qui n’ont pas intérêt à ce que la vérité éclate.

## Fiche technique
- Titre original : The General's Daughter
- Titre français : Le Déshonneur d'Elisabeth Campbell
- Titre québécois et belge : La Fille du général
- Réalisation : Simon West
- Scénario : Christopher Bertolini et William Goldman, d'après le roman Le déshonneur d'Ann Campbell de Nelson DeMille
- Musique : Carter Burwell
- Photographie : Peter Menzies Jr.
- Montage : Glen Scantlebury
- Décors : Dennis Washington
- Production : Mace Neufeld
- Pays de production :  États-Unis
- Format : Couleur - 2,35:1 - Dolby - 35 mm
- Genres : drame et thriller
- Durée : 117 minutes
- Budget : 95 millions de dollars
- Dates de sortie : 
  - États-Unis : 18 juin 1999
  - France : 29 septembre 1999
- Classification[2] :
  - États-Unis : R
  - France : interdit aux moins de 12 ans lors de sa sortie en salle[3]

## Distribution
- John Travolta (VF : Antoine Tomé ; VQ : Jean-Luc Montminy) : l'enquêteur du CID Paul Brenner
- Madeleine Stowe (VF : Catherine Hamilty ; VQ : Élise Bertrand) : l'enquêtrice du CID Sarah Sunhill
- James Cromwell (VF : Pierre Vernier ; VQ : Marc Bellier) : le général Joseph Campbell
- Timothy Hutton (VF : Bertrand Liebert ; VQ : Alain Zouvi) : le colonel William Kent
- Leslie Stefanson (VF : Anne Jolivet ; VQ : Christine Bellier) : le capitaine Elisabeth Campbell
- Daniel von Bargen (VF : Benoît Allemane) : le sergent-chef Yardley
- Clarence Williams III (VF : Saïd Amadis ; VQ : Jean-Marie Moncelet) : le colonel George Fowler
- James Woods (VF : Michel Papineschi ; VQ : Luis de Cespedes) : le colonel Robert Moore
- Peter Weireter (VF : Philippe Catoire) : Belling
- Mark Boone Junior (VF : Tony Joudrier) : Dalbert Elkins
- John Beasley (VF : Christian Pelissier ; VQ : Victor Désy) : le colonel Donald Slesinger
- Boyd Kestner (en) (VF : Arnaud Arbessier) : le capitaine Jake Elby
- Brad Beyer (VF : Emmanuel Curtil) : le capitaine Bransford
- John Benjamin Hickey : le capitaine Goodson
- Rick Dial : Cal Seivers
- Ariyan A. Johnson : le soldat Robbin
- John Frankenheimer : le général Sonnenberg
- Chris Snyder (VF : Emmanuel Curtil) : l'adjoint Wes Yardley
- Cooper Huckabee : le colonel Weems
- Katrina vanden Heuvel (en) (VF : Maïté Monceau) : la journaliste de CNN
- Scott Rosenberg : un policier militaire

 Source et légende : version française (VF) sur RS Doublage,  et selon le carton du doublage français.
 Source et légende : version québécoise (VQ) sur Doublage.qc.ca

## Production

### Genèse et développement
Le scénario adaptation du roman Le déshonneur d'Ann Campbell de Nelson DeMille, publié pour la première fois en 1992. Il est écrit par Christopher Bertolini et William Goldman. David Himmelstein et Mark Montgomery ont également participé à l'écriture de certaines ébauches, alors que Scott Rosenberg a officié comme script doctor non crédité (il tiendra par ailleurs un petit rôle dans le film).
L'armée américaine a refusé de participer officiellement au film.

### Attribution des rôles
John Cusack est le premier à être choisi pour le rôle de Paul Brenner mais il était trop jeune pour le rôle. Les studios ont donc pensé à Michael Douglas, qui le refusa, ainsi que Bruce Willis avant de se tourner finalement vers John Travolta
Peu habitué à être devant la caméra, le réalisateur John Frankenheimer incarne ici le général Sonnenberg.

### Tournage
Le tournage a débute à Savannah en Géorgie en juillet 1998. Il se déroule notamment dans l'université d'État de Savannah, ainsi que dans d'autres localités de l’État (Tybee Island) et en Californie (aéroport de Van Nuys, Steamboat Slough (en)).

## Sortie et accueil

### Critiques
Le film reçoit des critiques globalement négatives. Sur l’agrégateur de critiques Rotten Tomatoes, il n'obtient que 21% d'avis favorables pour 90 critiques et une note moyenne de 4,3⁄10. Le consensus suivant résume les critiques compilées par le site : « Les performances contrastées et les séquences over-the-top offrent peu de drames réels ». Sur Metacritic, qui utilise une moyenne pondérée, le film obtient une note de 47⁄100 pour 24 critiques.
Sur le site AlloCiné, qui recense 12 critiques de presse, le film obtient la note moyenne de 2,7⁄5
.

### Box-office
Plutôt mal reçu par la critique, le film est revanche été un succès auprès du public, se classant en dix-neuvième position au box-office américain en 1999. Il a rapporté plus de 100 millions de dollars aux États-Unis, et près de 50 à l'étranger, pour un budget de production de estimé entre 60 et 90 millions de dollars,.
| Pays ou région     | Box-office      | Date d'arrêt du box-office | Nombre de semaines |
| ------------------ | --------------- | -------------------------- | ------------------ |
| États-Unis, Canada | 102 705 852 $   | 7 octobre 1999             | 16                 |
| France             | 504 756 entrées | -                          | -                  |
| Total mondial      | 149 705 852 $   |                            |                    |